# Nicholas Gravier
Nicholas Gravier es un deportista neocaledonio que compitió en judo. Ganó una medalla de bronce en el Campeonato de Oceanía de Judo de 2010, en la categoría de –66 kg.

## Palmarés internacional
| Campeonato de Oceanía | Campeonato de Oceanía | Campeonato de Oceanía | Campeonato de Oceanía |
| Año                   | Lugar                 | Medalla               | Categoría             |
| --------------------- | --------------------- | --------------------- | --------------------- |
| 2010                  | Canberra (Australia)  | Medalla de bronce     | –66 kg                |